# Новый Мир (Нижегородская область)
Но́вый Мир — посёлок в Вадском районе Нижегородской области, административный центр Новомирского сельсовета.

## География
Посёлок располагается на правом берегу реки Пьяны.
В посёлке располагается усадьба А. Б. Нейдгардта — один из наиболее хорошо сохранившихся на территории Нижегородской области образцов усадебного строительства XIX века. В комплекс усадьбы входят: главный дом (вторая половина XIX века), флигель (середина XIX века), хозяйственная постройка (конец XIX века) и парк (середина XIX века). В 1994 году усадьба была признана памятником архитектуры местного значения. В 2012 году в усадьбе завершалось восстановление часовни.

## Население
| 1999 | 2002 | 2010 |
| ---- | ---- | ---- |
| 710  | ↘706 | ↗737 |